# Tv-overvågningsloven
Lov om tv-overvågning, også kaldet tv-overvågningsloven, oprindeligt lov om forbud mod privates tv-overvågning m.v., er en dansk forvaltningsretlig lov, der indeholder regler for, hvornår private virksomheder og borgere må foretage tv-overvågning, og særlige regler for videregivelse af personoplysninger fra tv-overvågning, der er foretaget med kriminalitetsforebyggende formål, og sammen med databeskyttelsesforordningen, databeskyttelsesloven og   retshåndhævelsesloven udgør de centrale regler om databeskyttelse.
Loven er senest ændret ved lov nr. 506 af 23. maj 2018 om ændring af lov om tv-overvågning og lov om retshåndhævende myndigheders behandling af personoplysninger.

## Lovens område
Ved  tv-overvågning forstås "vedvarende eller regelmæssigt gentagen overvågning af personer ved hjælp af fjernbetjent eller automatisk virkende kamera". Det er i udgangspunktet lige meget, om der foregår billedoptagelse, eller om billederne blot vises på en tv-skærm eller lignende.
Private virksomheder og borgere må som udgangspunkt ikke foretage tv-overvågning af områder med almindelig færdsel, men forbuddet gælder af sikkerhedsmæssige og kriminalpræventive hensyn imidlertid ikke i en række særlige tilfælde, f.eks. ved tankstationer, pengeautomater, pengeinstitutter, spillekasinoer, hotel- og restaurationsvirksomheder og butikker, og tv-overvågning af egne indgange og facader uden billedoptagelse kan også tillades.
Boligorganisationer og ejere af idrætsanlæg kan med politiets tilladelse foretage tv-overvågning med henblik på kriminalitetsbekæmpelse, og tv-overvågningsloven indeholder en bestemmelse om kommuners adgang til at foretage tv-overvågning som led i en "tryghedsskabende indsats i nær tilknytning til boligområder".
Forbuddet mod tv-overvågning gælder ikke for offentlige myndigheder, men behandling af personoplysninger i forbindelse med tv-overvågning skal ske inden for rammerne af databeskyttelsesforordningen og databeskyttelsesloven.

### Krav om skiltning
Det er bestemt ved lov, at private eller offentlige myndigheder ved skiltning eller på anden tydelig måde skal oplyse, hvis der foretages tv-overvågning af steder eller lokaler, hvortil der er almindelig adgang, eller arbejdspladser. Kravet om skiltning gælder ikke for privates tv-overvågning af pengetransporter og tv-overvågning af egne indgange med videre uden billedoptagelse. Regler om oplysningspligt over for de registrerede gælder i alle tilfælde.

### Videregivelse af personoplysninger
Billed- og lydoptagelser med personoplysninger, der behandles i forbindelse med tv-overvågning med kriminalitetsforebyggende formål, må kun videregives, hvis den registrerede har givet sit udtrykkelige samtykke, hvis det følger af anden lovgivning, eller videregivelsen sker til politiet i forbindelse med opklaring af kriminalitet. Erhvervsdrivende, der har været udsat for berigelseskriminalitet over bagatelgrænsen, må under særlige betingelser gerne videregive billed- og lydoptagelser af en formodet gerningsperson internt i organisationen eller til andre relevante (private) erhvervsdrivende, under forudsætning af, at videregivelsen sker i et lukket system, og Datatilsynet giver tilladelse til behandling af personoplysninger i systemet.

### Sletning af billed- og lydoptagelser
Billed- og lydoptagelser med personoplysninger, der behandles i forbindelse med tv-overvågning med kriminalitetsforebyggende formål, skal i udgangspunktet slettes 30 dage efter, at de er blevet optaget. Optagelsen kan opbevares i længere tid, hvis det er nødvendigt i forhold til en konkret tvist, eller hvis optagelserne kan videregives som følge af anden lovgivning i henhold til tv-overvågningslovens § 4 c, stk. 2, der indsattes ved ændringsloven af 23. maj 2018. I alle øvrige tilfælde skal optagelser med personoplysninger slettes efter databeskyttelsesforordningens regler om opbevaringsbegrænsning.

### Tilsynsmyndighed
I forbindelse med eventuelle overtrædelser af tv-overvågningslovens regler, kan henvendelse ske til politiet. Datatilsynet fører desuden tilsyn med overholdelsen af tv-overvågningslovens særlige regler for videregivelse af optagelser, og at myndigheder, virksomheder og andre dataansvarlige overholder databeskyttelsesforordningen og databeskyttelsesloven.

## Ikrafttrædelse
Loven trådte i kraft 1. juli 1982, mens lov nr. 519 af 6. juni 2007 som opsamlet i lovbekendtgørelsen trådte i kraft 1. juli 2007. Loven er sidenhen ændret fem gange, senest med virkning fra 25. maj 2018.